# Paraguay (rivier)
De Paraguay (Guaraní: Ysyry Paraguái, Spaans: Río Paraguay, Portugees: Rio Paraguai) is een 2.549 kilometer lange rivier, centraal gelegen in het zuiden van Zuid-Amerika. De rivier heeft haar bron in het centraalwesten van Brazilië (de staat Mato Grosso), waar ze vlak bij de grens met Bolivia loopt. Hierna vervolgt ze haar weg door Paraguay, alwaar zij tevens de natuurlijke grens met Argentinië vormt, om uit te komen in de Paraná.

## Gebruik
De Paraguay is de tweede rivier van het afwateringsgebied van de Río de la Plata. Zij kent geen stuwmeren of dammen, zodat ze voor een groot deel bevaarbaar is. Het is een belangrijke vaarroute op het Zuid-Amerikaanse continent, waarbij ze een belangrijke verbinding vormt tussen de Atlantische Oceaan en de plaatsen Asunción en Concepción in Paraguay en Formosa in Argentinië.
De rivier is een natuurlijke bron van visserij en verschaft irrigatiemogelijkheden voor de landbouw. Overstromingen komen niet zelden voor als gevolg van tropische regenval.

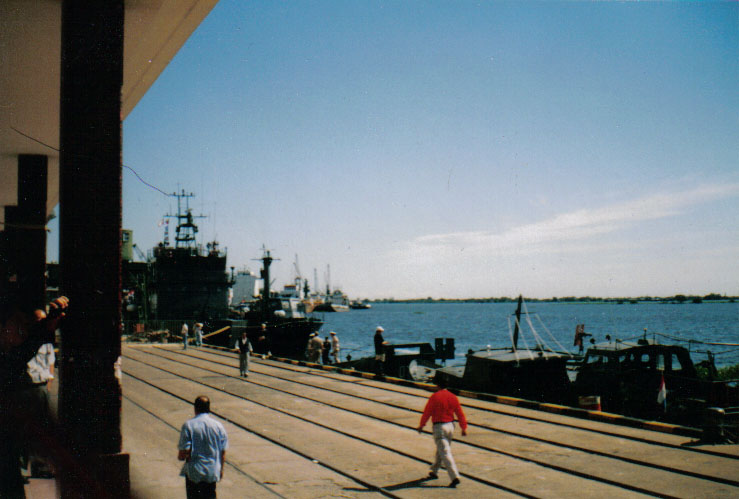
Haven bij Asunción (Paraguay)